# عصب الجيب السباتي
عصب الجيب السباتي أو فرع العصب البلعومي اللساني للجيب السباتي (عصب هيرينغ) (بالإنجليزية: Carotid sinus nerve)‏ هو عصب يتَفرعُ من العصب البلعومي اللساني.